# C. J. Valleroy
Christopher Jeffrey Valleroy (* 11. Januar 1999 in Oklahoma City, Oklahoma) ist ein US-amerikanischer Film- und Fernsehschauspieler.

## Leben
Geboren in Oklahoma City wuchs Valleroy ab seinem sechsten Lebensmonat in Altamonte Springs, Florida, heran. 2009 zog die Familie nach Los Angeles, Kalifornien. Hier begann er als Model und Tänzer erste Erfahrungen im Showbusiness zu sammeln. Seine erste Filmrolle bekam er 2013 in der kurzlebigen Fernsehserie Deadtime Stories, in welcher er einer der Hauptrollen verkörperte.
2014 schließlich erfolgte der Durchbruch, als er in Angelina Jolies Drama Unbroken den jungen Louis Zamperini verkörperte.
C. J. Valleroy engagiert sich für soziale Projekte. Um seine Tante im Kampf gegen ihre Krebs-Erkrankung zu unterstützen, begann er, Mützen für sie zu stricken. Kurz vor dem Tod seiner Tante bat sie ihn, damit weiterzumachen. Heute besitzen Hunderte Chemotherapie-Patienten der McDonald’s Kinderhilfe in den Vereinigten Staaten Mützen von ihm. Valleroy ist zudem Mitglied der Pfadfinder.

## Filmografie (Auswahl)
- 2013: Deadtime Stories (Fernsehserie, eine Folge)
- 2014: Unbroken
- 2015: Navy CIS: L.A. (Fernsehserie, eine Folge)
- 2017: Destruction: Los Angeles